# 戸田氏豊
戸田 氏豊（とだ うじとよ）は、江戸時代前期から中期の高家旗本。公家出身の最初の高家。
六条有純の男、六条平右衛門忠元は武士となり旗本戸田帯刀の女婿となり藤右衛門を生む。幕臣。後に真田幸村の弟真田左馬助と下馬先で口論となり刀をあわせて双方負傷しいずれも逃走した。左馬助は真田家に運ばれた後死亡したが逐電したとしてその死は隠された。子息は祖父の氏鉄が養い、叔母の永光院の係累として幕臣となった。

## 経歴
公家の六条家に生まれたが、母方の曽祖父が戸田一西であったことから、はじめは一族の美濃大垣藩主戸田氏鉄のもとに身を寄せた。その後、姉のお万の方（永光院）が将軍徳川家光の側室となったことから、江戸に呼ばれ江戸幕府の旗本に取り立てられた。
慶安2年（1649年）10月1日、将軍徳川家光に御目見する。同年12月25日、武蔵国足立郡1000石を与えられた。慶安3年12月29日高家職に就任し、従四位下侍従・土佐守に叙任された。元禄7年（1694年）10月15日、高家職を辞職し、寄合に所属した。元禄9年（1696年）12月11日に隠居し、長男氏興に家督を譲った。元禄11年（1698年）8月29日死去。
2男4女あり。その他に養女1人あり。